# Turquestan Afganès
El Turquestan Afganès és un territori que inclou les províncies de la part sud de la conca de l'Oxus que pertanyien a l'emir de l'Afganistan. Sovint s'hi incloïa el Badakhxan pe, peròalment no en formava part. El nom fou començat a utilitzar al final del segle xix i començament del segle xx. La cort afganesa designava a la zona com a vilayat de Balkh, però a partir del segle xix el nom de Turkistan es va generalitzar. La progressió russa va alarmar als britànics que van considerar que el nom podia reforçar les pretensions russes sobre el Gran Turquestan i el 1869 Sir Henry Rawlinson en un memoràndum va recomanar modificar el nom a Turquestan Afganès (Afghan Turkistan) en oposició al Turquestan Rus al nord de l'Amudarià. El riu Amudarià formava el límit nord entre el punt on rebia al Kokcha i el lloc de Khoja Saleh. El sud estava delimitat per muntanyes (Hindu Kush, Koh-i-Baba, Koh-i-Sidh, Koh-i-Safed i Tirband-i-Turkistan). El territori inclou els Budes de Bamian, destruïts pels talibans i les ruïnes de la ciutat medieval de Bamian destruïdes per Genguis Kan; el fortí de Sayyidabad, les coves de Haibak amb estàtues budistes; i les ruïnes de Zohak.
Els rius principals eren l'Aksarai i el seu afluent el riu Kunduz, el riu Khulm, el Delias o riu Balkh, el Sir-i-Pulab, el Sangalak i el Murghab. La comarca principal era la província de Balkh; la ciutat de Balkh (l'antiga Bactra) fou la capital dels territoris afganesos al Turquestan fins al 1858 quan Muhammad Afzal kan, governador per compte del seu pare Dost Muhammad, la va traslladar a Takhtapul, una posició fortificada a uns 15 km a l'est. La població s'estimava el 1881 en 642.000 persones incloent el Badakhshan (pel que s'estimaven 55.000). La població era en majoria uzbeka, turcmana i tadjik. Les ciutats principals eren Akcha, Maimana, Haibak, Mazar-i-Sharif, Shibarghan, Sar-i-Pul, Andkhui i Khanabad.
El poder local més important de la zona amb la descomposició del kanat dels xibànides, foren el kataghans de Kunduz; el kataghan Muhammad Murad Beg (1815-vers 1842) va governar fins i tot a Kolab més enllà de l'Oxus, i al sud d'aquest riu fins prop de Balkh a un costat i del Pamir a l'altra. Balkh i Khulm (Tashkurgan) foren ocupades pels afganesos el 1850; el 1855 dominaven també Akcha i els quatre kanats occidentals (Sar-i Pol, Shibargan o Shibarkhan, Andkhoi, i Maimana); el 1859 van conquerir Kunduz; estaven a punt de conquerir Badakhshan quan l'emir va acceptar pagar tribut i fer homenatge a l'emir de Kabul.